# اگوس-ویدالاس
اگوس-ویدالاس (به فرانسوی: Agos-Vidalos) یک کمون در فرانسه است که در Canton of Argelès-Gazost واقع شده‌است.

## خصوصیات
اگوس-ویدالاس ۶٫۱۱ کیلومترمربع مساحت و ۳۸۰ نفر جمعیت دارد و ۴۱۵ متر بالاتر از سطح دریا واقع شده‌است.